# Charleston Lowgators
Charleston Lowgators was een Amerikaanse basketbalclub uit North Charleston die uitkwam in de National Basketball Development League van 2001 tot 2004.

## Geschiedenis
De club werd samen met de competitie opgericht in 2001. De club heette van 2001 tot 2003 de North Charleston Lowgators en werd hierna de Charleston Lowgators. Alex English werd de eerste hoofdcoach van de Lowgators. In hun eerste seizoen haalde de Lowgators de finale waarin ze verloren van de Greenville Groove. In 2002 werd Doug Marty hoofdcoach, in zijn twee seizoenen aan het roer van de ploeg werden ze uitgeschakeld in de halve finales door achtereenvolgend Mobile Revelers en Huntsville Flight. In 2004 werd de club hernoemd naar Florida Flame en verplaatst naar Fort Myers.

## Erelijst
- NBDL Most Valuable Player Award: Tierre Brown (2004)
- NBDL Rookie of the Year Award: Fred House (2002)
- NBDL Defensive Player of the Year Award: Karim Shabazz (2004)
- All-NBDL First Team: Tierre Brown (2003, 2004)
- All-NBDL Second Team: Sedric Webber (2002, 2003), Ime Udoka (2004)

## Resultaten
| Seizoen | Wins | Verlies | Play-offs    | Coach        |
| ------- | ---- | ------- | ------------ | ------------ |
| 2001/02 | 36   | 20      | Finale       | Alex English |
| 2002/03 | 26   | 24      | Halve finale | Doug Marty   |
| 2003/04 | 27   | 19      | Halve finale | Doug Marty   |

## Bekende (oud-)spelers
| - Carl English - Damone Brown |